# Дософтей (Баріле)

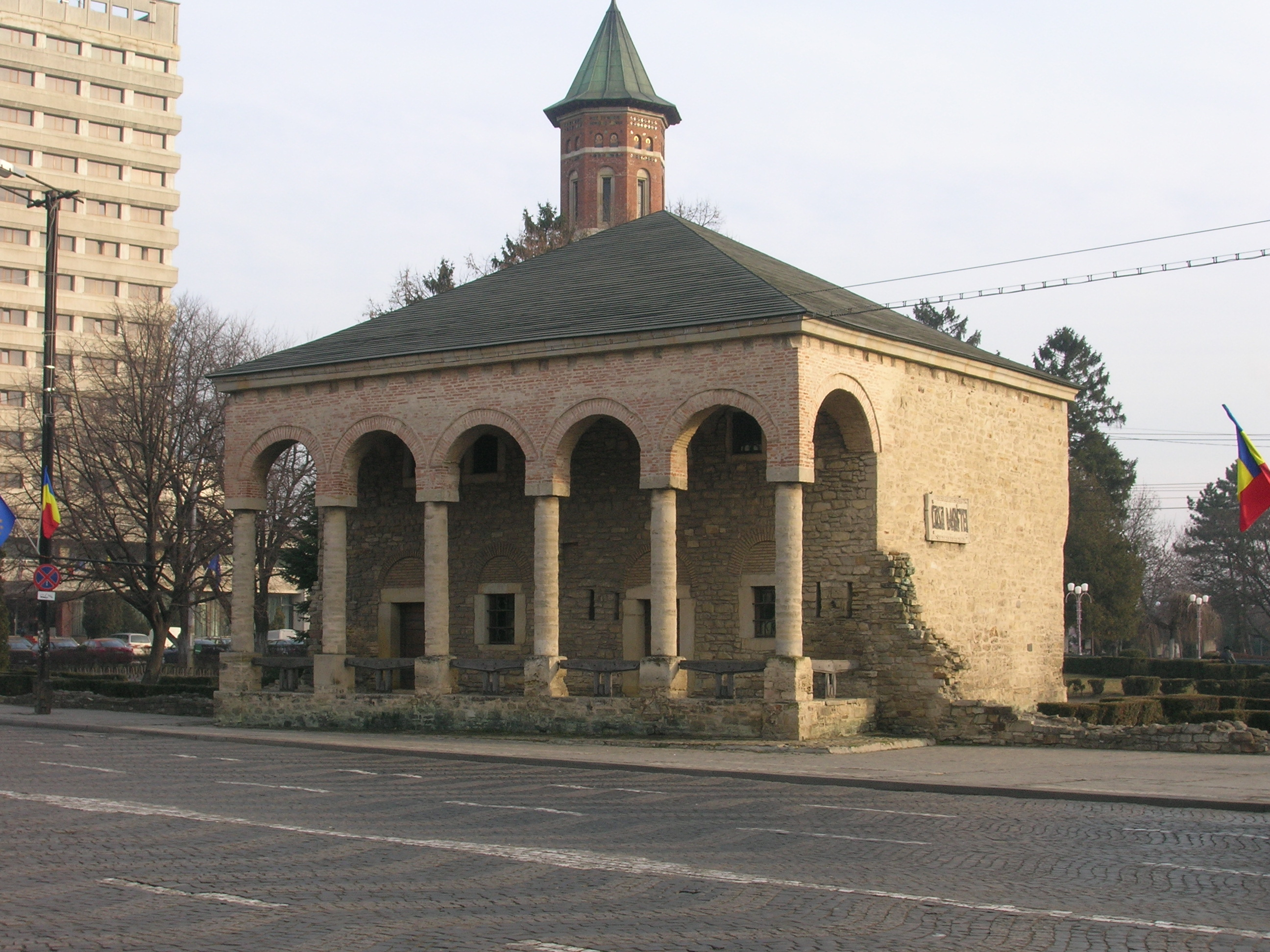
Резиденція митрополита в Яссах

Митрополит Дософтей (Досифей, рум. Mitropolit Dosoftei; ім'я при народженні Дімітріе Баріле, рум. Dimitrie Barilă; 26 жовтня 1624, Сучава, Молдовське князівство — 13 грудня 1693, Жовква) — молдовський Митрополит і політичний діяч, учений, поет, і перекладач. Досифтей вніс значний внесок до культури Молдови та Румунії.

## Біографія
Дімітріе Баріле народився 26 жовтня 1624 року в Сучаві, Молдовське князівство (нині Молдова). 
Навчався в школі при монастирі Трьох Ієрархів (рум. Biserica Trei Ierarhi) у Яссах, пізніше вивчав гуманітарні науки та мови у Львівській братській школі.
У 1648 році він став ченцем у Проботському монастирі, а пізніше єпископом Хуші (1658–1660) і католицьким (1660–1671), щоб стати Митрополитом Молдови (1671–1674 і 1675–1686). Відновив книгодрукування в Молдові у 1681 році, обладнання і папір для типографії отримав із Москви.
Очолюючи групу молдовських бояр, що прагнули зближення із Росією, брав участь у переговорах 1674 і 1684 років про перехід Молдовського князівства в московитське підданство.
У 1683–1684 роках проживав у місті Стрию (нині Західна Україна).
У 1686 році він переїхав до Речі Посполитої, де й залишався до кінця свого життя. Помер 13 грудня 1693 року у Жовкві (нині Львівська область, Україна).

## Праці
- Psaltirea în versuri, Uniev 1673, більш ніж 500 сторінок, 8634 текстів (разом з акафістом до Божої Матері).
- Dumnezeiasca Liturghie, Ясси, 1679 (друге видання, Ясси, 1683).
- Psaltirea de-nţeles, Ясси, 1680 (текст паралельно слов'янською та румунською мовами).
- Molitălvnic de-nţeles, Ясси, 1683.
- Poem cronologic despre domnii Moldovei, 136 текстів.
- Parimiile preste an, Ясси, 1683, передрук.
- Poemul cronologic, з невеликими доповненнями та змінами.
- Viaţa şi petriaceria sfinţilor, 4 томи, Ясси, 1682–1686.

## Вшанування пам'яті

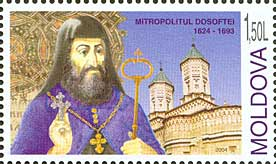
Поштова марка із зображенням Дософтея, 2004 рік

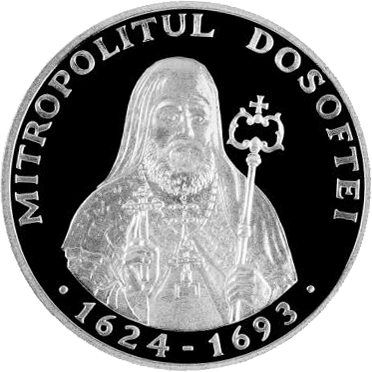
Пам'ятна монета «380-річчя з дня народження Митрополита Дософтея»

- Ім'я митрополита носять вулиці в Кишиневі, Бєльцах, Кагулі, Келераші, Каушанах, Дрокії, Фалешті, Оргієві, Сороках і Страшенах.
- В честь 380-ліття від дня народження митрополита у 2004 році у Молдові була випущена пам'ятна поштова марка та монета.